# KZ-Außenlager Porta Westfalica

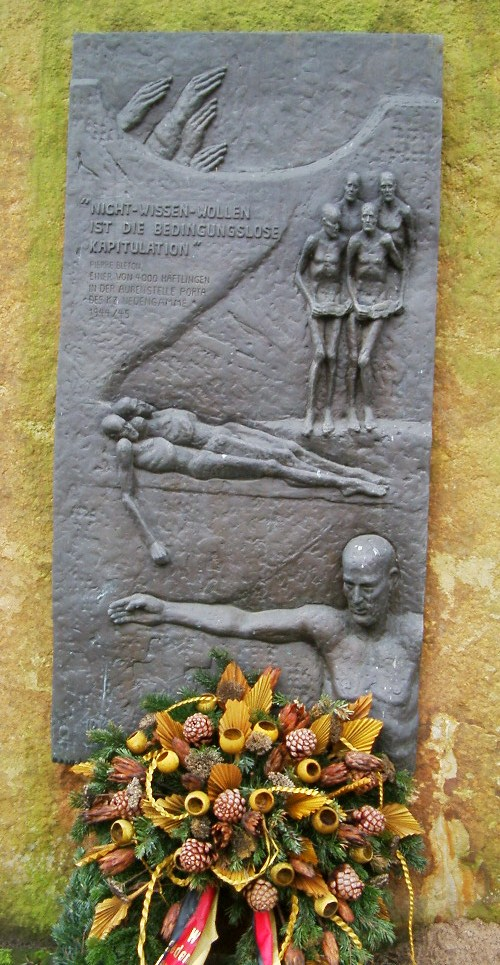
Die Gedenktafel für das KZ-Außenlager Porta Westfalica

Das KZ-Außenlager Porta Westfalica war ein Außenlager-Standort des KZ Neuengamme und bestand zwischen März 1944 und April 1945 aus zwei Männer- und zwei Frauenlagern in den heutigen Stadtteilen Barkhausen, Hausberge, Neesen und Vennebeck (damals noch selbstständige Kommunen im Kreis Minden) der ostwestfälischen Stadt Porta Westfalica in Nordrhein-Westfalen.

## Geschichte
In der Porta Westfalica entstanden während des Zweiten Weltkrieges in den alten Bergmannsstollen links und rechts der Weser sogenannte U-Verlagerungen der deutschen Industrie. Dort sollten Produktionsräume geschaffen werden, die sogenannte kriegswichtige Industrie besser vor alliierten Bombardements schützen sollten.
Ein großer Teil der körperlich schweren Ausbauarbeiten wurde von KZ-Häftlingen erledigt. In den Dörfern der Umgebung der Porta Westfalica wurden mehrere Außenlager des KZ Neuengamme angelegt. In den letzten Kriegsmonaten wurden einige Häftlinge darüber hinaus auch in der angelaufenen Produktion eingesetzt.
Geleitet wurde das KZ-Außenlager Porta Westfalica durch den Stützpunktleiter SS-Obersturmführer Hermann Wicklein.
Ende 2009 wurde der Verein „KZ-Gedenk- und Dokumentationsstätte Porta Westfalica“ gegründet. Im Frühjahr 2024 eröffnete der Verein gegenüber dem Hotel Kaiserhof eine Gedenkstätte. Auf Stelen werden die Schicksale ehemaliger KZ-Häftlinge dargestellt.

### Das Bauvorhaben Porta

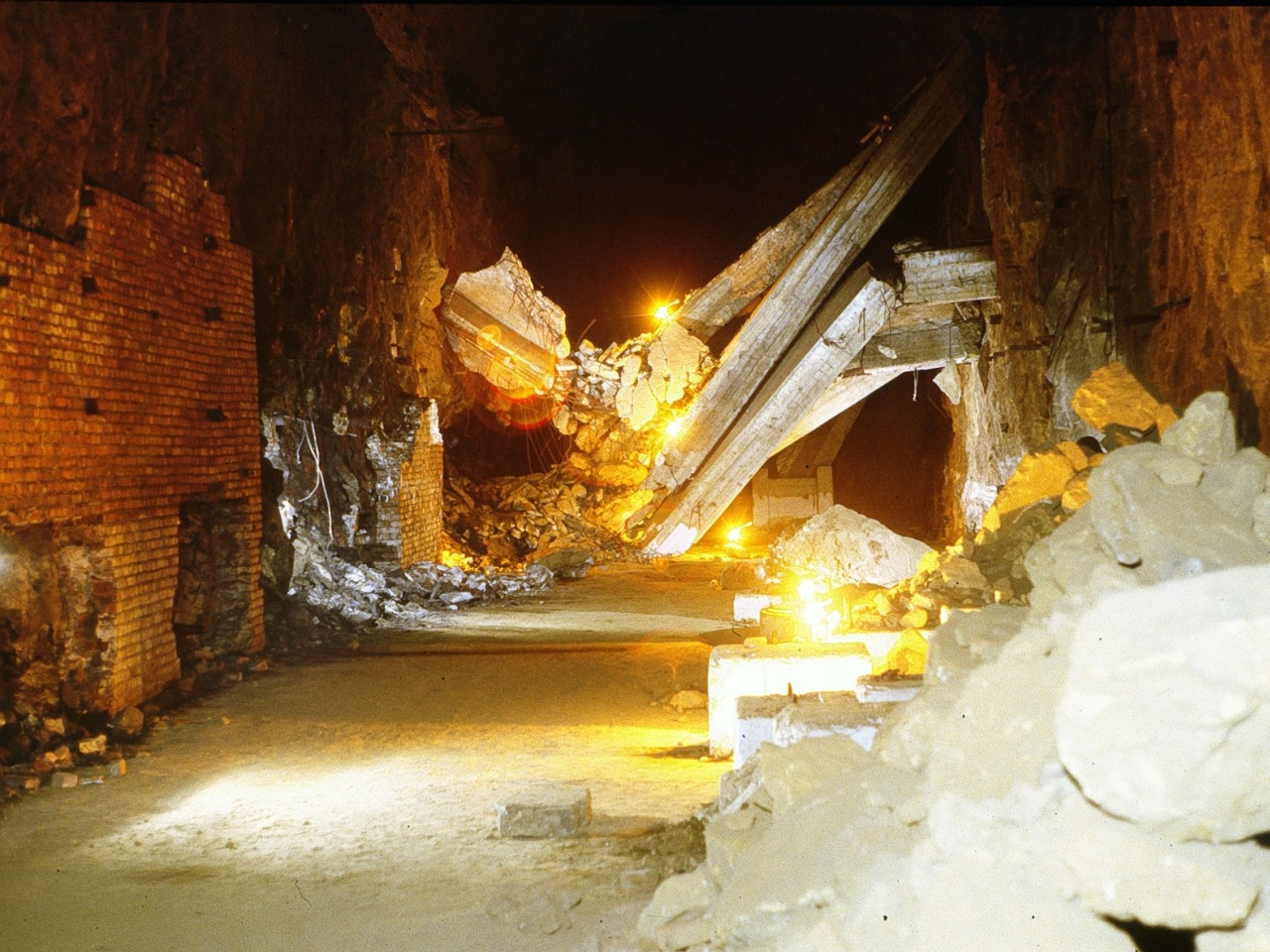
Maschinenhalle der u-verlagerten Produktionsstätte Dachs 1

Nach den Angriffen auf die deutsche Luftwaffenindustrie wurde im Jahr 1944 der sogenannte Jägerstab eingerichtet. Dieser bestand aus Vertretern von Kriegsministerium, Wehrmacht, Rüstungsindustrie und SS. Es hatte die Aufgabe, die Produktion von Kampfflugzeugen zu maximieren und die Fertigungsstätten vor den Angriffen der Alliierten zu schützen. Nach dem Vorbild der Untertage-Verlagerung der V-Waffen-Produktion in den Kohnstein im Harz wurde auch hier die Verlagerung von Produktionen unter die Erde geplant. In zweierlei Hinsicht entscheidend für das Vorankommen des Unternehmens war SS-Obergruppenführer Hans Kammler, der durch seine Position im Wirtschaftsverwaltungshauptamt und die auf Kosten von Menschenleben erzielten „Erfolge“ bei der V2-Verlagerung die Bauleitung für die sogenannten U-Verlagerungen mit ihren Bauvorhaben übertragen bekam. In Porta wurde die SS-Sonderinspektion I unter der Leitung von SS-Sturmbannführer Bernhard von Glisczynski eingerichtet, ihr unterstanden insgesamt sieben Verlagerungsprojekte.
Die größte Produktionsfläche im Jakobsberg wurde der Firma Ambi-Budd aus Berlin zugeteilt, um hier ein Werk für Flugzeugteile einzurichten. Kurz vor Fertigstellung wurde dieses aber wiederum rückgängig gemacht und die Deurag-Nerag aus Hannover sollte auf einer nochmals wesentlich erweiterten Fläche ein Hydrierwerk entstehen lassen (Dachs I). Dies hing mit den großen Schäden der deutschen Mineralölindustrie zusammen, die wiederum von großangelegten alliierten Bombenangriffen im Sommer 1944 verursacht wurden.
Weitere Produktionsstätten wurden unter anderem im oberen Stollensystem des Jakobsbergs (Stöhr 1), unterhalb des Kaiser-Wilhelm-Denkmals auf der gegenüberliegenden Weserseite (Stöhr 2), im Weserstollen bei Dehme (Kröte) sowie in einem Stollensystem bei Häverstädt/Dützen (Silberfisch) von KZ-Häftlingen ausgebaut.
Die Ausbauten geschahen unter der Leitung der SS-Sonderinspektion I, die praktische Durchführung der Bauarbeiten oblag allerdings privaten Firmen, die entweder bereits Erfahrung mit solchen Großbaustellen hatten oder wegen der räumlichen Nähe lokal hinzugezogen wurden.
Während in den kleineren Stollensystemen zum Kriegsende bereits produziert wurde, ist das Hydrierwerk Dachs I nur zu 90 % fertiggestellt worden.

### Barkhausen

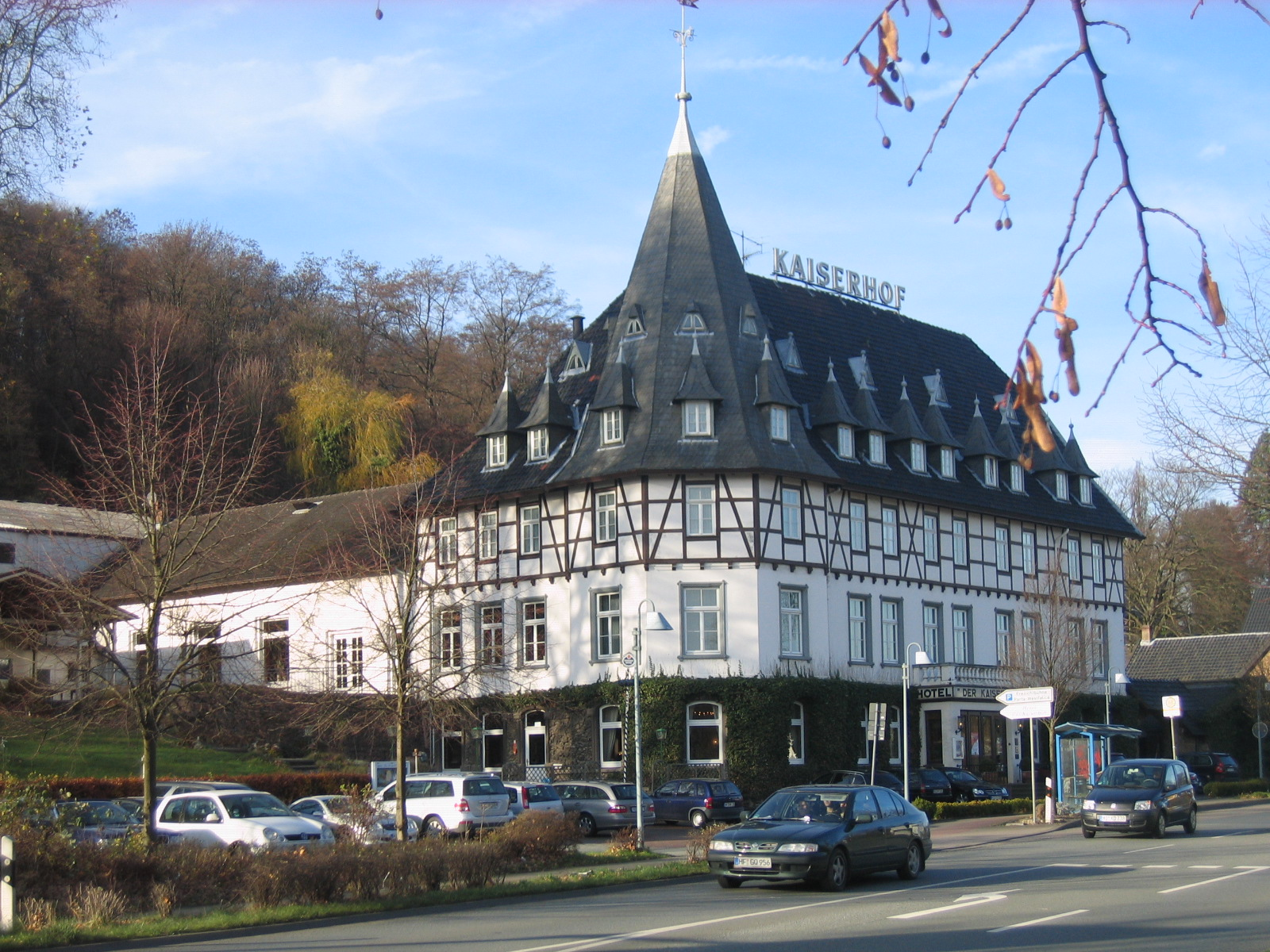
Hotel Kaiserhof

Das erste Außenlager des KZ Neuengamme an der Porta Westfalica entstand im März 1944. Am 18. März traf ein Transport von 250 Häftlingen aus dem KZ Buchenwald ein. Das Lager befand sich in dem von der SS beschlagnahmten Festsaal des Hotel Kaiserhof. Hier wurden im Laufe des Jahres circa 1500 Häftlinge aus 17 Nationen untergebracht. Diese arbeiteten hauptsächlich daran, unterirdische Produktionsstätten (U-Verlagerung) für die Rüstungsindustrie im Jakobsberg zu schaffen. Der ehemalige Saal war etwa 25 Meter lang, 15 Meter breit und 5 Meter hoch. In ihm befanden sich vierstöckige Bettreihen aus einfachen Holzgestellen und Strohsäcken, die bei starker Belastung schnell zusammenbrachen. Ein Bett maß 1,80 × 0,70 Meter und musste mit 2 Personen belegt werden. Das Gebäude war mit Stacheldraht umzäunt und die Fenster waren vergittert. Das Gelände wurde durch eine Postenkette weiträumig abgesperrt.
Die Unterbringungsverhältnisse waren in jeder Hinsicht unmenschlich. Die Häftlinge litten unter Hunger, Kälte, katastrophalen hygienischen Zuständen, einer völlig unzureichenden medizinischen Versorgung und einem brutalen Regime von Wachmannschaft und Funktionshäftlingen. Überwiegend schwere körperliche Arbeiten mussten in 12-Stunden-Schichten geleistet werden. Viele der ohnehin durch Unterernährung und Krankheiten geschwächten Häftlinge starben. Die Behandlung der Häftlinge war sehr brutal. So wurden sie mit Eisenstangen und Stöcken geschlagen und getreten, um sie zur Arbeit anzutreiben, zu bestrafen oder aus reiner Willkür. Einige wurden durch die Schläge getötet. Das Lager wurde am 1. April 1945 aufgegeben. Die Häftlinge wurden über mehrere Zwischenstationen in das KZ Wöbbelin gebracht, wo die Überlebenden am 2. Mai 1945 befreit wurden. 74 dänische Häftlinge kamen im Rahmen der „Bernadotte-Aktion“ des Schwedischen Roten Kreuzes bereits im März 1945 frei.

### Lerbeck/Neesen
In der Gemeinde Neesen gab es zwischen September 1944 und April 1945 ein Konzentrationslager, das dem KZ Neuengamme unterstand. Das Lager war auf der Fläche des heutigen Betonwerks Weber errichtet worden. Diese produzierte bis 1944 fast ausschließlich für die Sonderbauvorhaben in Porta Westfalica und Umgebung. Für die Bauvorhaben im Jakobsberg mussten beispielsweise die extrem hoch ausgebrochenen Stollen mit Zwischendecken aus Stahlbeton ausgestattet werden. Mit der Fertigung dieser Zwischendecken wurde die Firma Weber beauftragt, da der führende Bauleiter für die SS-Bauvorhaben an der Porta, Regierungsrat Wennign, Weber als am geeignetsten für diesen Auftrag erachtete. Auf dem Gelände von Weber war die wegen der bedrohlichen Frontlage aus Holland evakuierte Firma Klöckner Flugmotorenbau GmbH unter dem Decknamen Firma Bense & Co. BMW-Flugzeugmotoren (Typ BMW 801) untergekommen, die diese von KZ-Häftlingen reparieren ließ. Die etwa 500 Häftlinge stammten aus der Sowjetunion, Polen, der Tschechoslowakei, Frankreich, Belgien, Holland, Griechenland, Jugoslawien und Dänemark. Etwa 300 von ihnen waren im Dezember 1944 aus Auschwitz gekommen. Am 1. April 1945 wurde das Konzentrationslager wegen der unmittelbaren Nähe der Alliierten evakuiert und die Häftlinge in Güterwaggons ebenfalls nach Wöbbelin transportiert.
Siehe hierzu auch: Jakobsberg (Porta Westfalica)

### Hausberge
Vom Herbst 1944 bis April 1945 waren überwiegend Jüdinnen aus Ungarn und Holland, die bereits andere Konzentrationslager überlebt hatten, im Lager am Hausberger Frettholzweg interniert. Sie wurden ab Februar 1945 in der Produktion von Radioröhren für die Philips-Valvo-Röhrenwerke in den Hammerwerken (Tarnname Stöhr 1) eingesetzt. Die Häftlinge kamen unter anderem aus dem KZ Auschwitz, dem Frauenaußenlager Horneburg des KZ Neuengamme und dem Frauenaußenlager Reichenbach im Eulengebirge des KZ Groß-Rosen. Ab Anfang Oktober 1944 hatte die Firma den oberen Stollen des Jakobsberges vorbereitet. Mit Maschinen und Produktionsanlagen zur Fertigung von Wehrmachtsnachrichtengeräten wurden überwiegend Radioröhren und Teile für die Steuerung einer Fernlenkbombe produziert. Das Lager war im März 1945 mit 967 Frauen belegt. Mittelfristig war der Ausbau für bis zu 4.000 Insassinnen vorgesehen. Die Frauen, die unmenschlichen Arbeits- und Lebensbedingungen ausgesetzt waren, wurden von den z. T. weiblichen Wachmannschaften stark misshandelt. Das Lager wurde am 1. April 1945 geräumt und die Gefangenen über Bergen-Belsen und Beendorf in Richtung Neuengamme geschickt. Nach einer tagelangen Fahrt erreichte ein Teil der Frauen das Außenlager Salzwedel, ein anderer erreichte die Stadt Hamburg. Dort wurden sie am 14. April bzw. Ende April/Anfang Mai von US-amerikanischen Truppen befreit. Die Zahl der Todesopfer ist bis heute nicht bekannt.

### Vennebeck
Über das Lager, das im März 1945 in der Gaststätte Kohlmeier in Vennebeck eingerichtet wurde, ist wenig bekannt. Ehemalige Häftlinge berichten von ca. 100 Frauen, die aus dem KZ Ravensbrück nach Vennebeck kamen. Diese wurden im Saal des Gasthofs inhaftiert, konnten aber aufgrund des schlechten Gesundheitszustands der Häftlinge und der rasch näher rückenden alliierten Truppen nicht mehr zur Arbeit gezwungen werden. Auch hier sind Todesfälle bekannt.